# Kabinettsumbildung in Großbritannien 2020
Boris Johnson vollzog am 13. Februar 2020 die erste bedeutende Umbildung seines Kabinetts.

## Änderungen auf Kabinettsebene
| Person | Person               | Amt vor der Kabinettsumbildung                                                                                       | Amt nach der Kabinettsumbildung                                                                                    |
| ------ | -------------------- | --- | --- |
|        | Nicky Morgan         | Ministerin für Digitales, Kultur, Medien und Sport                                                                   | Regierung verlassen                                                                                                |
|        | Oliver Dowden        | Minister im Cabinet Office Paymaster General                                                                         | Minister für Digitales, Kultur, Medien und Sport                                                                   |
|        | Michael Gove         | Chancellor of the Duchy of Lancaster                                                                                 | Chancellor of the Duchy of LancasterMinister im Cabinet Office                                                     |
|        | Julian Smith         | Minister für Nordirland                                                                                              | Regierung verlassen                                                                                                |
|        | Brandon Lewis        | Staatsminister für Sicherheit und stellvertretender Staatsminister für EU-Austritt und No-Deal-Vorbereitung          | Minister für Nordirland                                                                                            |
|        | Esther McVey         | Staatsministerin für Wohnungswesen und Raumordnung                                                                   | Regierung verlassen                                                                                                |
|        | Andrea Leadsom       | Ministerin für Wirtschaft, Unternehmen, Energie und Industriestrategie                                               | Regierung verlassen                                                                                                |
|        | Alok Sharma          | Staatssekretär für internationale Entwicklung                                                                        | Minister für Wirtschaft, Unternehmen, Energie und Industriestrategie                                               |
|        | Anne-Marie Trevelyan | Staatsministerin für die Streitkräfte des Vereinigten Königreichs                                                    | Staatssekretärin für internationale Entwicklung                                                                    |
|        | Geoffrey Cox         | Generalstaatsanwalt für England und Wales Generalanwalt für Nordirland                                               | Regierung verlassen                                                                                                |
|        | Suella Braverman     | kein Amt in der Regierung (Hinterbänklerin)                                                                          | Generalstaatsanwältin für England und Wales Generalanwältin für Nordirland                                         |
|        | Theresa Villiers     | Ministerin für Umwelt, Ernährung und ländliche Angelegenheiten                                                       | Regierung verlassen                                                                                                |
|        | George Eustice       | Staatsminister für Landwirtschaft, Fischerei und Ernährung                                                           | Minister für Umwelt, Ernährung und ländliche Angelegenheiten                                                       |
|        | Sajid Javid          | Schatzkanzler | Regierung verlassen                                                                                                |
|        | Rishi Sunak          | Chief Secretary to the Treasury                                                                                      | Schatzkanzler |
|        | Stephen Barclay      | kein Amt in der Regierung (Hinterbänkler) Minister für den Austritt aus der Europäischen Union (bis 31. Januar 2020) | Chief Secretary to the Treasury                                                                                    |
|        | James Cleverly       | Minister ohne Geschäftsbereich Generalsekretär der Conservative Party                                                | Verließ das Kabinett; wurde Staatsminister für den Nahen Osten und Nordafrika sowie für internationale Entwicklung |
|        | Amanda Milling       | kein Amt in der Regierung                                                                                            | Ministerin ohne Geschäftsbereich Generalsekretärin der Conservative Party                                          |
|        | Jake Berry           | Staatsminister für ländliche Entwicklung                                                                             | Regierung verlassen                                                                                                |

## Änderungen in untergeordneten Regierungsämtern
| Person | Person              | Amt vor der Kabinettsumbildung                                                     | Amt nach der Kabinettsumbildung |
| ------ | ------------------- | ---------------------------------------------------------------------------------- | --- |
|        | Chris Skidmore      | Staatsminister für Hochschulen, Wissenschaft, Forschung und Innovation             | Regierung verlassen |
|        | Michelle Donelan    | kein Amt in der Regierung (Hinterbänklerin)                                        | Staatsministerin für Hochschulen, Wissenschaft, Forschung und Innovation |
|        | George Freeman      | Staatsminister für Verkehr                                                         | Regierung verlassen |
|        | Andrew Stephenson   | Staatsminister für Afrika und internationale Entwicklung                           | Staatsminister für Verkehr |
|        | Nigel Adams         | Staatsminister für Sport, Medien & Kreativwirtschaft                               | Staatsminister für Afrika und internationale Entwicklung |
|        | Caroline Dinenage   | Staatsministerin für Sozialwesen                                                   | Staatsministerin für Sport, Medien & Kreativwirtschaft |
|        | Helen Whately       | Parlamentarische Staatssekretärin für Kunst, Kulturerbe und Tourismus              | Staatsministerin für Sozialwesen |
|        | Nigel Huddleston    | kein Amt in der Regierung (Hinterbänkler)                                          | Parlamentarischer Staatssekretär für Kunst, Kulturerbe und Tourismus |
|        | John Whittingdale   | kein Amt in der Regierung (Hinterbänkler)                                          | Staatsminister für Kultur, Medien, Digitales und Sport |
|        | Nus Ghani           | Parlamentarische Staatssekretärin für Verkehr                                      | Regierung verlassen |
|        | Kelly Tolhurst      | Parlamentarische Staatssekretärin für Wirtschaft, Energie und Industriestrategie   | Parlamentarische Staatssekretärin für Verkehr |
|        | Paul Scully         | kein Amt in der Regierung (Hinterbänkler)                                          | Parlamentarischer Staatssekretär für Wirtschaft, Energie und Industriestrategie Staatsminister für London                                                                     |
|        | Chris Philp         | Staatsminister für London                                                          | Parlamentarischer Staatssekretär für Inneres |
|        | James Heappey       | kein Amt in der Regierung (Hinterbänkler)                                          | Staatsminister für die Streitkräfte des Vereinigten Königreichs |
|        | Andrew Murrison     | Staatsminister für internationale Entwicklung und den Nahen Osten                  | Regierung verlassen |
|        | Penny Mordaunt      | kein Amt in der Regierung (Hinterbänklerin)                                        | Paymaster General |
|        | Christopher Pincher | Staatsminister für Europa und Amerika                                              | Staatsminister für Wohnungsbau, Gemeinden und Kommunalverwaltung |
|        | James Brokenshire   | kein Amt in der Regierung (Hinterbänkler)                                          | Staatsminister für Sicherheit |
|        | Jeremy Quin         | Parlamentarischer Staatssekretär im Cabinet Office                                 | Staatsminister für Verteidigungsbeschaffungen |
|        | Julia Lopez         | kein Amt in der Regierung (Hinterbänklerin)                                        | Parlamentarische Staatssekretärin im Cabinet Office |
|        | Chloe Smith         | Parlamentarische Staatssekretärin im Cabinet Office                                | Staatsminister im Cabinet Office |
|        | Robin Walker        | Parlamentarischer Staatssekretär für Nordirland                                    | Staatsminister für Nordirland |
|        | Heather Wheeler     | Parlamentarische Staatssekretärin für Auswärtige- und Commonwealth-Angelegenheiten | Regierung verlassen |
|        | Wendy Morton        | Parlamentarische Staatssekretärin für Justiz                                       | Wurde Parlamentarischer Staatssekretär für Auswärtige- und Commonwealth-Angelegenheiten und internationale Entwicklung als Minister für Europäische Nachbarschaft und Amerika |
|        | James Duddridge     | kein Amt in der Regierung (Hinterbänkler)                                          | Parlamentarischer Staatssekretär für Auswärtige- und Commonwealth-Angelegenheiten und internationale Entwicklung                                                              |
|        | Alex Chalk          | kein Amt in der Regierung (Hinterbänkler)                                          | Parlamentarischer Staatssekretär für Justiz |
|        | Victoria Prentis    | Parlamentarische Privatsekretärin beim Leader of the House of Commons              | Parlamentarische Staatssekretärin für Umwelt, Ernährung und ländliche Angelegenheiten                                                                                         |
|        | Amanda Solloway     | kein Amt in der Regierung (Hinterbänklerin)                                        | Parlamentarische Staatssekretärin für Wissenschaft, Forschung und Innovation                                                                                                  |
|        | Paul Maynard        | Parlamentarischer Staatssekretär für Verkehr                                       | Regierung verlassen |
|        | Rachel Maclean      | Parlamentarische Privatsekretärin beim Schatzkanzler                               | Parlamentarische Staatssekretärin für Verkehr |
|        | Gillian Keegan      | Parlamentarische Privatsekretärin beim Minister für Gesundheit und Soziales        | Parlamentarische Staatssekretärin für Bildung |
|        | Simon Clarke        | Schatzmeister im Finanzministerium                                                 | Staatsminister für ländliche Entwicklung |
|        | Kemi Badenoch       | Parlamentarische Staatssekretärin für Kinder und Familien                          | Schatzmeisterin im Finanzministerium Parlamentarische Staatssekretärin für internationalen Handel                                                                             |
|        | Vicky Ford          | kein Amt in der Regierung (Hinterbänklerin)                                        | Parlamentarische Staatssekretärin für Kinder und Familien |
|        | Kit Malthouse       | Staatsminister für Kriminalität, Polizei und Feuerwehr                             | Staatsministerin der Justiz Staatsminister für Kriminalität, Polizei und Feuerwehr                                                                                            |
|        | Zac Goldsmith       | Staatsminister für Umwelt                                                          | Staatsminister für den Pazifik Staatsminister für Umwelt |
|        | Theodore Agnew      | Parlamentarischer Staatssekretär für das Schulsystem                               | Staatsminister für Effizienz und Transformation |
|        | Nicholas True       | kein Amt in der Regierung (Hinterbänkler)                                          | Staatsminister für Beziehungen zur Europäischen Union und Verfassungspolitik                                                                                                  |